# Jimena de la Frontera
Jimena de la Frontera es un municipio español en la provincia de Cádiz, en la comunidad autónoma de Andalucía. Está situada en la comarca del Campo de Gibraltar, a 157 km de la capital provincial, Cádiz. Cuenta con una población de 6695 habitantes (INE 2024).
El municipio tiene tres núcleos de población: Jimena de la Frontera, Estación de Jimena de la Frontera y San Pablo de Buceite. Su término municipal, situado entre la bahía de Algeciras y la Serranía de Ronda, está incluido en el parque natural de Los Alcornocales.

## Situación geográfica y relieve
Jimena de la Frontera se sitúa en la zona oriental de la provincia, en el interior de la comarca del Campo de Gibraltar, en la carretera San Roque-Ronda. Se ubica vecina a la provincia de Málaga, siendo el límite efectivo de la provincia de Cádiz con esta. Su localización entre la Serranía de Ronda y la bahía de Algeciras conserva uno de los parajes de bosque mediterráneo más importantes del sur de Europa: el parque natural de los Alcornocales.
El término municipal de Jimena es el situado más al norte del Campo de Gibraltar, por lo que sus tierras no tocan el mar, con el que se comunica a través del río Guadarranque, que nace en el sureste del término. Otro río que transcurre por el municipio es el río Guadiaro, que pasa por ser uno de los más importantes del sur de Andalucía. Además de estos, destaca el río Hozgarganta, que junto a numerosos afluentes de escaso caudal de los citados ríos configuran la red hidrográfica del municipio.

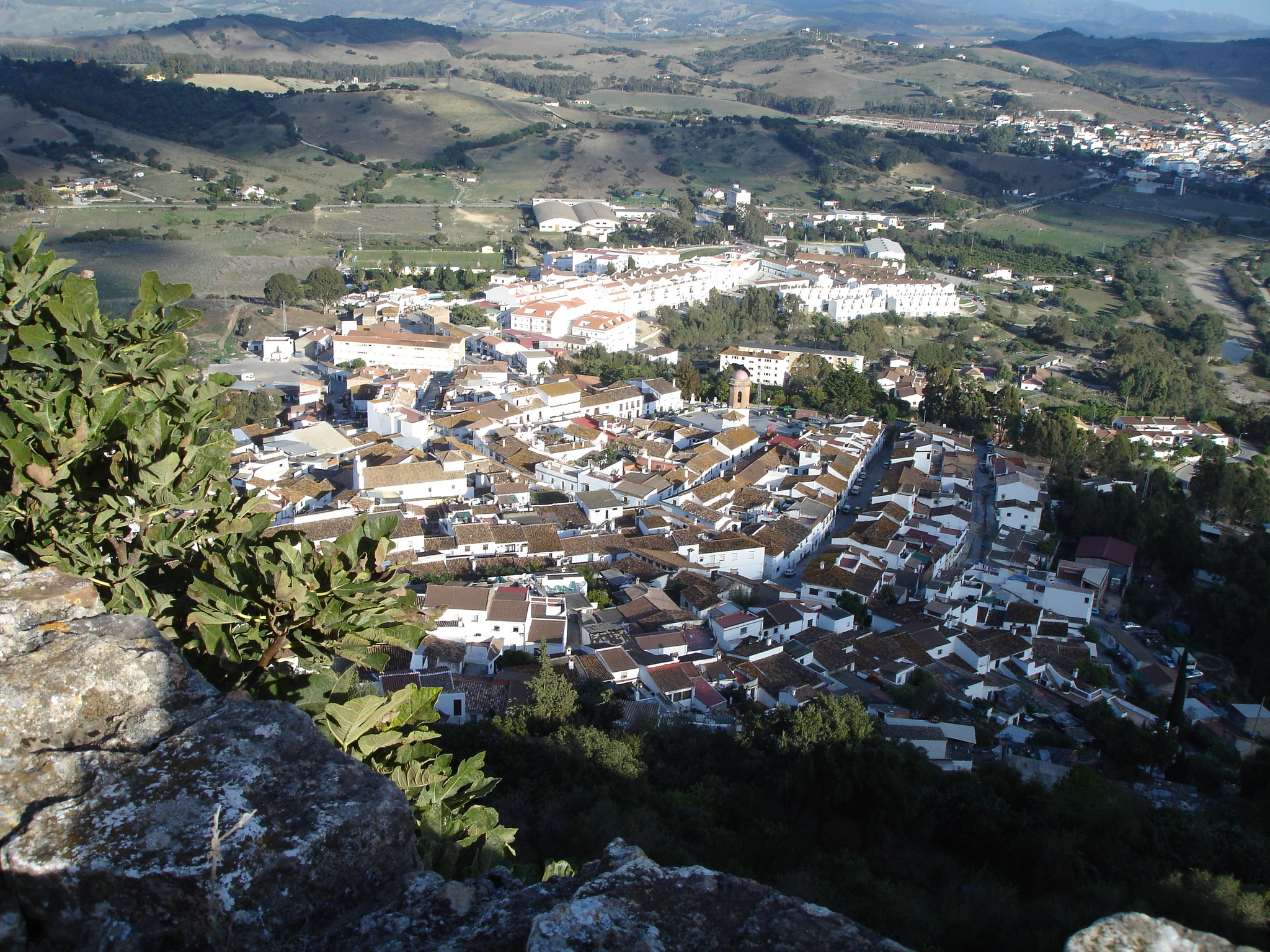
Jimena desde el castillo.

Geológicamente pertenece al denominado complejo del Campo de Gibraltar. Estos terrenos, compuestos de arcillas y areniscas del Cretácico y Mioceno Inferior, fueron depositados en ambientes oceánicos y postoceánicos y plegados, levantados y trasladados durante el período cuaternario debido a la orogenia alpina.
Casi dos tercios de su término municipal pertenecen al parque natural de los Alcornocales de orografía llana y clima benigno. La zona sureste, fuera del parque, está formada por un conjunto de cimas en cuyo interior brotan las aguas que originan los arroyos que se unirán al Guadarranque.

### Límites geográficos
- Al norte: se encuentran las localidades de Cortes de la Frontera y Gaucín, ambas en la provincia de Málaga.
- al sur: con las localidades de Castellar de la Frontera y San Martín del Tesorillo.
- al este: con las poblaciones malagueñas de Gaucín y Casares.
- al oeste: con Alcalá de los Gazules.

## Demografía
Jimena de la Fontera cuenta con una población de 6695 habitantes (INE 2024).
| Gráfica de evolución demográfica de Jimena de la Fontera entre 1842 y 2021                                                                                   |
| |
| Población de derecho según los censos de población del INE Población de hecho según los censos de población del INEEn este censo se denominaba Jimena: 1842. |

## Economía

### Evolución de la deuda viva municipal
| Gráfica de evolución de Deuda viva del Ayuntamiento de Jimena de la Frontera entre 2008 y 2020                                |
| |
| Deuda viva del Ayuntamiento de Jimena de la Frontera en miles de Euros según datos del Ministerio de Hacienda y Ad. Públicas. |

## Política
El alcalde de Jimena de la Frontera es don Francisco J. Gómez Pérez (IU) desde el 19 de diciembre de 2016, revalidando el mandato con mayoría absoluta en las elecciones de mayo de 2019.
| Años | Partidos políticos                   | %                                 | Votos                     | Concejales |
| ---- | ------------------------------------ | --------------------------------- | ------------------------- | ---------- |
| 2019 | IULV-CA PSOE PP Podemos              | 51,93% 24,22% 18,31% 4,46%        | 1 792 836 632 154         | 8 3 2 0    |
| 2015 | PSOE IULV-CA PP Adelante Sí Se Puede | 36,01% 25,83% 25,13% 8,44% 3,31%  | 1 796 1 288 1 253 421 185 | 5 4 3 1 0  |
| 2011 | PP PSOE IULV-CA PA                   | 40,45% 36,22% 14,16% 9,15%        | 2162 1936 757 489         | 7 2 1      |
| 2007 | PSOE PA PP                           | 49,48% 19,71% 19,23%              | 2772 1104 1077            | 7 3        |
| 2003 | PSOE PA PP                           | 51,15% 31,6% 16,03%               | 2687 1660 842             | 7 4 2      |
| 1999 | PSOE PA PP IULV-CA                   | 57,98% 19,77% 12,53% 8,78%        | 2965 1011 641 449         | 8 3 1      |
| 1995 | PSOE PAP PP IULV-CA PA               | 60,40% 14,57% 12,18% 11,20% 0,42% | 3019 728 609 560 21       | 9 2 1 0    |

## Historia

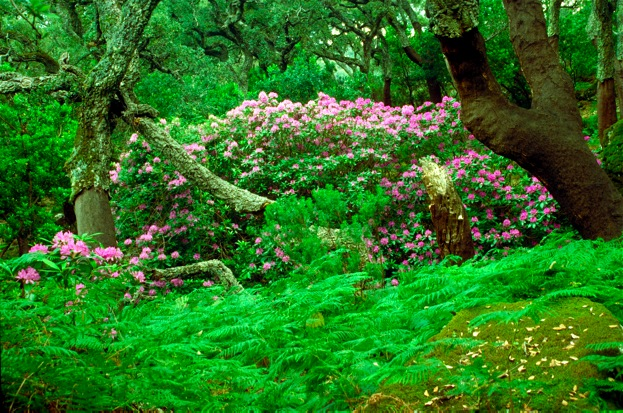
Paisaje del parque natural de Los Alcornocales, donde se encuentra enclavada la villa de Jimena de la Frontera.

### Orígenes
La existencia de cuevas y abrigos naturales con abundantes restos y pinturas rupestres en todo el Campo de Gibraltar nos indica la existencia de asentamientos humanos que se remontan al Paleolítico. Jimena de la Frontera no es una excepción, en ella se destacan la pintura del abrigo de Laja, con únicas escenas marítimas de la Edad de Bronce en la península ibérica.
Suele identificarse con Jimena la antigua ciudad de fundación fenicia de Oba, conocida por sus acuñaciones de monedas en alfabeto libio-fenicio. En el castillo de Jimena aparecen epígrafes con la "res publica Obensis". Dicho nombre se mantiene en época romana. Durante este periodo, Jimena se desarrolló como centro comercial y estratégico. La situación de la villa, al abrigo del interior pero razonablemente cercana al estrecho de Gibraltar, ha hecho que su funcionalidad estratégica fuera explotada por los diferentes pueblos que la han poblado. Así, tras la caída del Imperio romano, el emplazamiento sirvió de puesto defensivo y de vigilancia del Estrecho para los visigodos, que la perderán para pasar a manos bizantinas en el siglo VI.
La llegada de los musulmanes en el siglo VIII no alteró esta situación. Los conquistadores llevan a cabo una serie de actuaciones para reforzar el enclave, ya denominado Xemina (del que derivaría el nombre cristiano de Ximena y posteriormente Jimena), construyéndose una nueva fortificación. La ciudad estuvo en manos de los benimerines, hasta que en 1319, Ismail I la cedió de nuevo, junto a otras, al reino nazarí de Granada a cambio de ayuda frente a los avances cristianos.

### Tras laReconquista
En posición de frontera del reino nazarí (de ahí su apelativo de la Frontera), Jimena permaneció hasta 1431, en que fue conquistada por Pedro García de Herrera, Mariscal de Castilla, bajo el reinado de Juan II de Castilla, que tomó la villa el 11 de marzo. Su situación fronteriza no fue estable, ya que la hizo cambiar de manos entre musulmanes y cristianos durante el siglo XV en algunas ocasiones. En 1451 volvió al poder nazarí, hasta que en 1456, Enrique IV la conquista definitivamente, cediéndola a su valido Beltrán de la Cueva, iniciándose la reedificación y repoblación de la villa durante el último tercio del siglo XV. Finalmente en 1510 pasó a la Casa de Medina Sidonia, vendida por sus anteriores señores, los duques de Alburquerque. Unos años más tarde, las tropas formadas en esta ciudad participaron en la toma de Granada al mando de Rodrigo Ponce de León, por lo cual los Reyes Católicos le dieron a la villa el título de Lealtad en 1493, y más tarde, en 1498, Carta de Fuero Real.

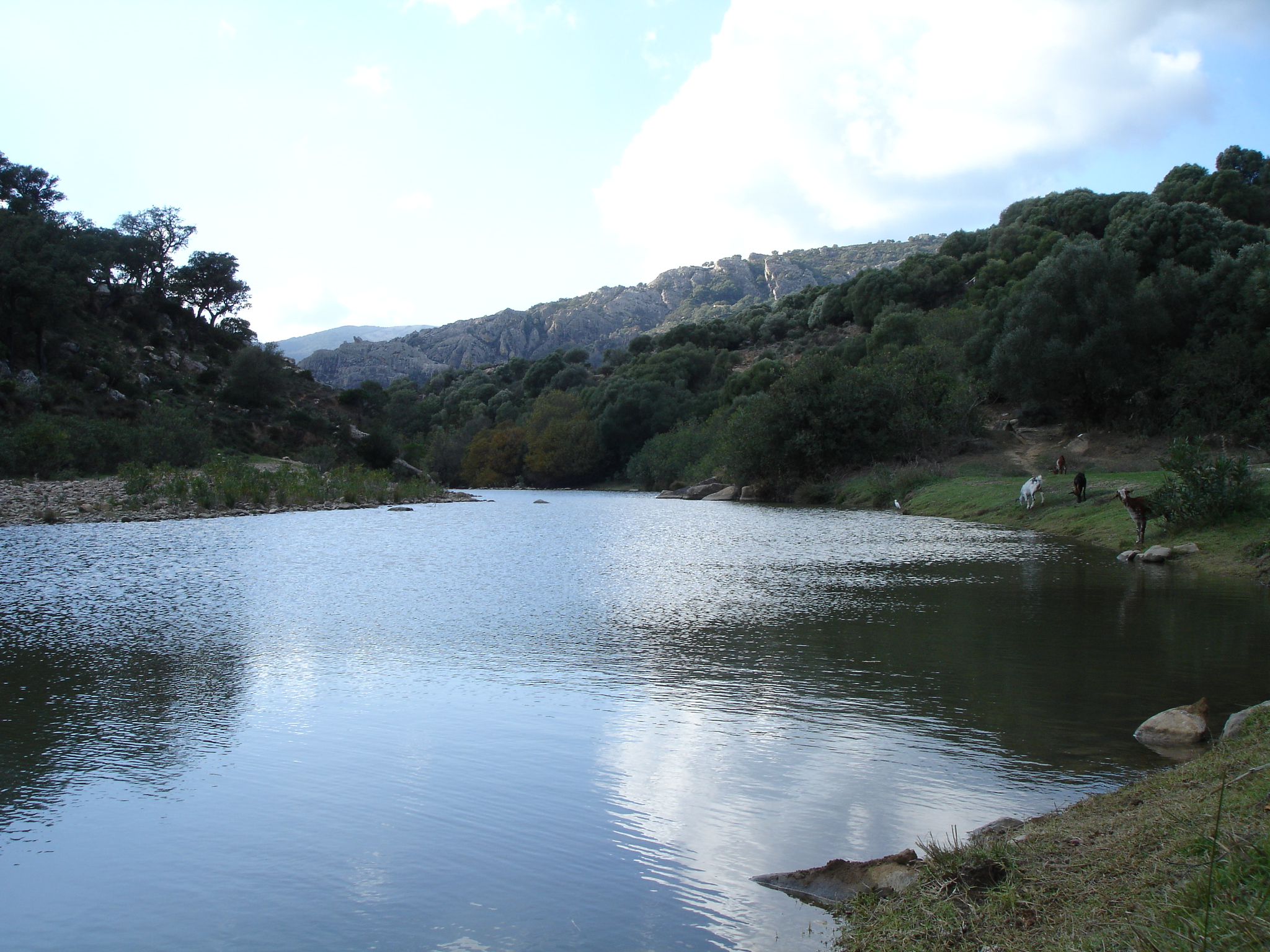
Río Hozgarganta.

El cese de los conflictos bélicos hace que la villa pierda su condición eminentemente militar en beneficio de otras actividades más productivas como la agricultura, en especial de cereales y legumbres, la ganadería vacuna y la explotación de los bosques, que reportan abundantes cuantías al ducado de Medina Sidonia. Consecuencia del desarrollo económico es el crecimiento de la población, que empieza a instalarse extramuros del recinto amurallado. En el siglo XVII, comienzan los litigios con el duque de Medina Sidonia por la obtención de la libertad del sistema señorial, aunque sin resultado alguno.
La pérdida de Gibraltar en el siglo XVIII vuelve a transformar a Jimena en enclave militar, esta vez en lucha con los ingleses. Felipe V le concedió en 1717 el dictado de Fiel por su actitud durante la guerra de sucesión española. A fines del siglo se empieza a construir el segundo alto horno andaluz, a orillas del río Hozgarganta, que surte las necesidades bélicas de la zona. La empresa se mantuvo mientras persistieron dichas circunstancias, pero los altos costos y el sitio de Gibraltar acabaron con su existencia.

### Edad Contemporánea

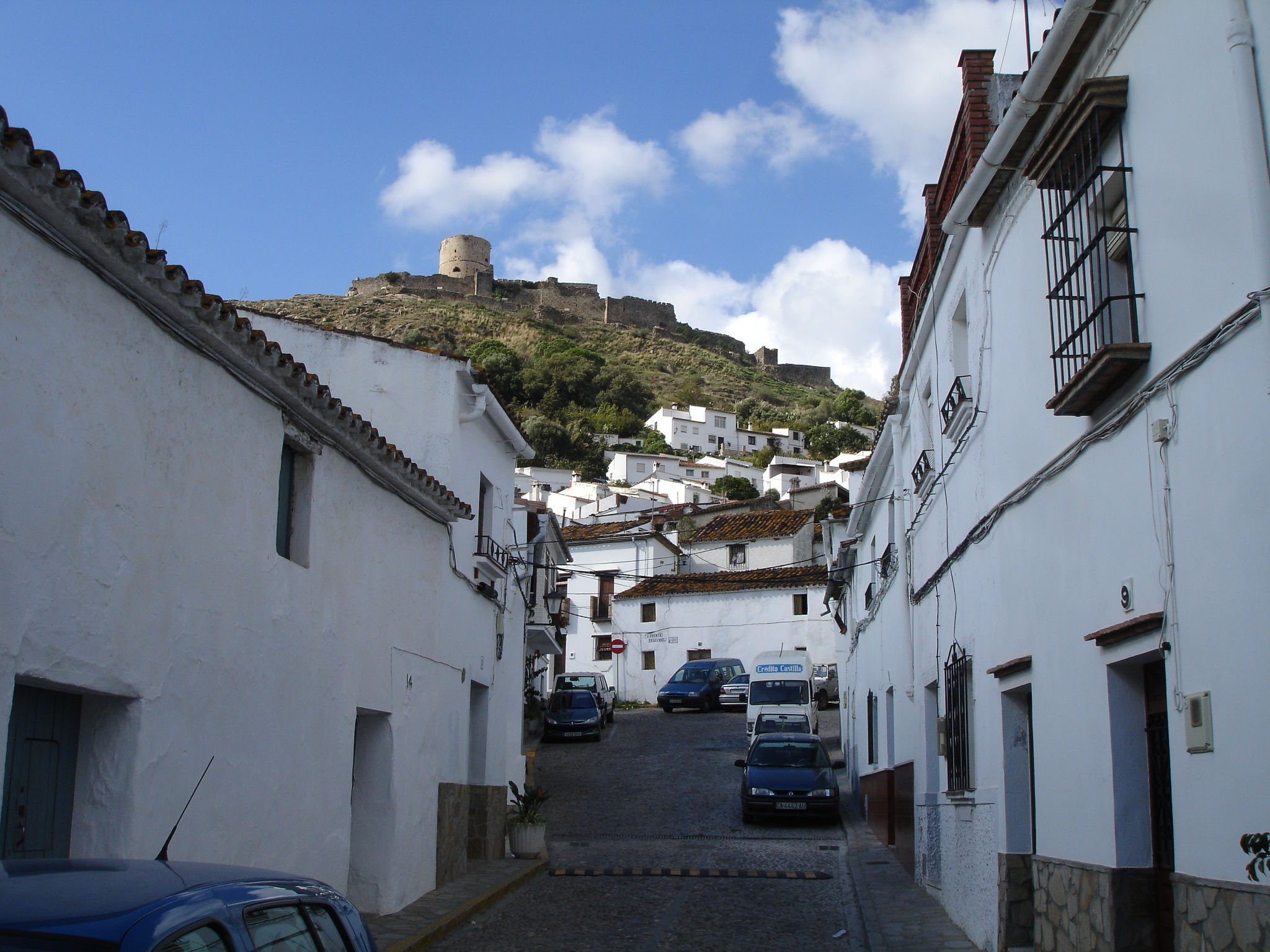
Calle de Jimena con el castillo al fondo.

La Guerra de la Independencia Española tiene a Jimena como escenario de batallas, con desastrosas consecuencias, pérdidas humanas y del patrimonio histórico local (como por ejemplo, la pérdida de los archivos municipales durante la invasión francesa).
Tras dicho conflicto, el siglo XIX transcurre entre sobresaltos, como el pronunciamiento de Riego en 1820, protagonizado en Jimena por el Batallón "Príncipe", una de los primeros en sublevarse y con sede en la localidad. Aparte de esto, dos acontecimientos determinaron el desarrollo de la villa: el decreto de supresión de los señoríos en 1837, que supuso la independencia del poder ducal y el nombramiento de ciudad por el rey Alfonso XII de España en 1879.
La consideración inicial de San Pablo de Buceite y San Martín del Tesorillo como pueblos hay que buscarla concretamente en 1869, cuando son vendidas las fincas de Buceite y Montenegral Bajo, donde se integran estos núcleos de población, por parte del duque de Medina Sidonia al marqués de Larios.
Entre 1875 y 1879 se constituyen las Colonias Rurales de Buceite y Tesorillo. A finales del siglo pasado, en 1887, las propiedades de los herederos del marqués de Larios entran a formar parte de la Sociedad Industrial y Agrícola del Guadiaro, comenzando a denominarse San Pablo de Buceite y San Martín del Tesorillo.
En los años 30, la Sociedad Industrial y Agrícola de Guadiaro es comprada por Juan March Ordinas, empresario Mallorquín y banquero (Banca March), quien en 1944 decide la desintegración del latifundio para pasar a manos de pequeños propietarios que se mantienen hasta nuestros días.
Durante la Guerra Civil y el posterior franquismo una importante represión en la localidad.
En 2018, tras 20 años, la Junta de Andalucía aprueba el expediente de segregación de San Martín del Tesorillo.

## Patrimonio monumental

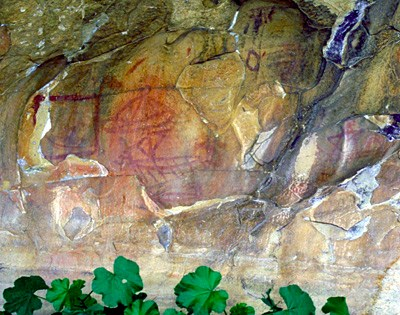
Pinturas rupestres en la cueva de la Laja Alta

Declarada conjunto histórico artístico en 1983 por el Estado y ratificado por decreto 84/2004 de la Junta de Andalucía, el patrimonio artístico y monumental de Jimena de la Frontera es extenso:

### Monumentos civiles
Pinturas rupestres de la Cueva de la Laja Alta, donde se puede apreciar una muestra del arte rupestre prehistórico.
Laja Alta se trata de un abrigo, al fondo de la Garganta de Gamero, en un lapiaz de arenisca silícea, con pinturas rupestres de arte esquemático. En las paredes, con trazos rojos y negros hechos con los dedos preferentemente, se siluetean figuras antropomorfas, cuadrúpedos, motivos geométricos, símbolos y una completa escena naval en la parte inferior, con ocho barcos cuyas formas, variadas en tamaño y elementos de la navegación, nos sitúan en fechas posiblemente anteriores al 4000 a. C. Esta cueva es la única donde se representan escenas marítimas con grupos de barcos.
Necrópolis de Buceite:
Existen restos arqueológicos de una necrópolis bizantina cercana a San Pablo de Buceite, donde destacan los restos funerarios y las monedas. En los años cincuenta fue encontrada una tumba bizantina en el cerro de Los Zarzales. En su interior había una vasija de barro y una lámpara de aceite de bronce, de origen bizantino, que podría situarse cronológicamente entre los siglos VI y VII. Esta lucerna se encuentra en el museo municipal de San Roque.
Castillo de Jimena de la Frontera (siglos VIII-XV):

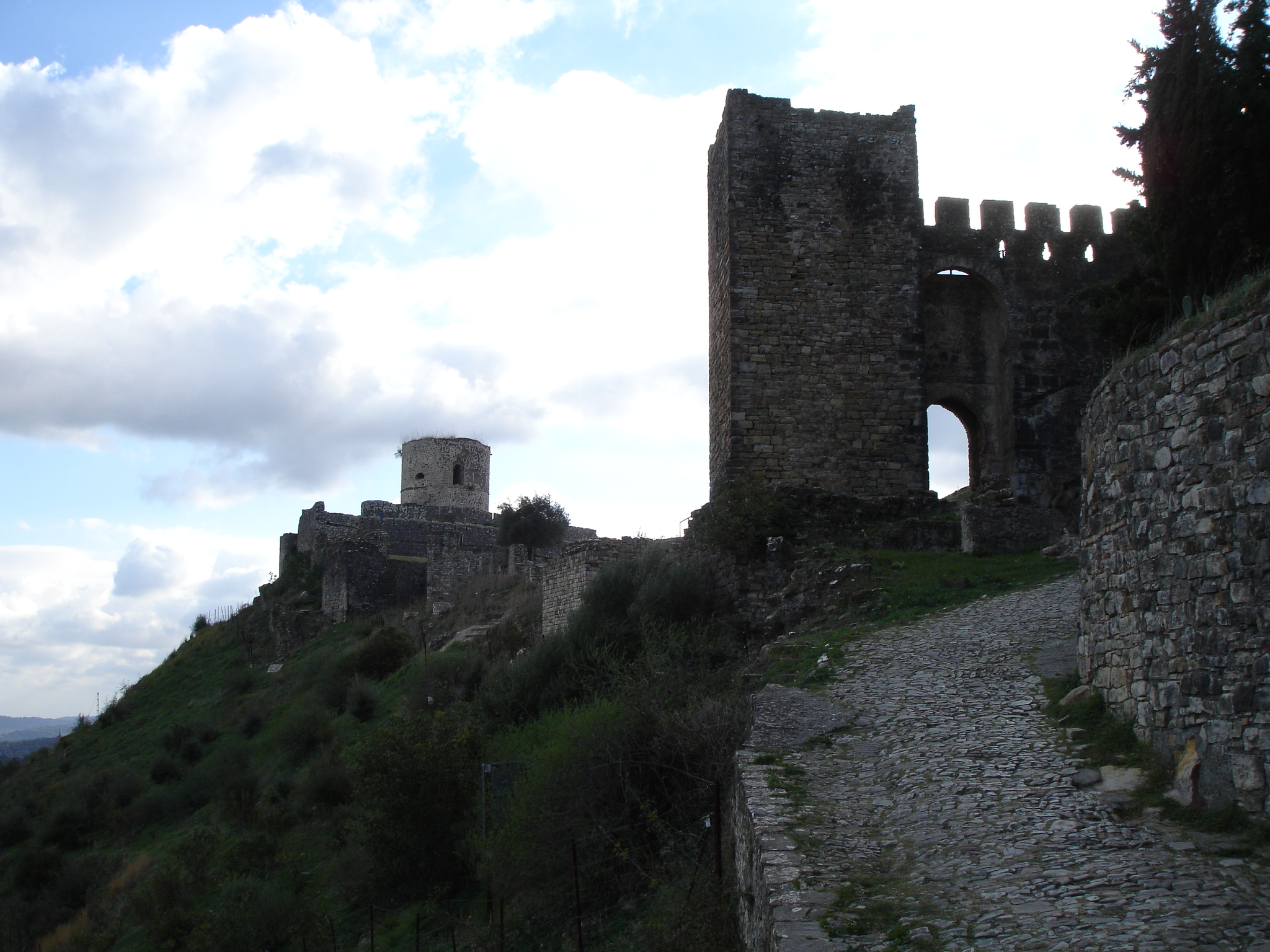
Castillo de Jimena

Declarado bien de interés cultural con la categoría de Monumento en 1931, es el edificio emblemático por excelencia de la ciudad. La fortaleza, probablemente levantada sobre las ruinas de la ciudad antigua de Oba y que cobrará su máximo esplendor por su fácil defensa y localización estratégica, en especial en época de la dominación musulmana y sobre todo, por su posición fronteriza.
Baño de la Reina Mora (siglos IX-X):
A espaldas del castillo, existen restos en planta, probablemente de una iglesia mozárabe labrada en roca viva. El Baño de la Reina Mora tiene forma de pileta, por lo que ha adoptado este nombre legendario. Lo más probable es que se trate de una pila bautismal de tamaño natural para el bautismo por inmersión, práctica muy común entre los cristianos tempranos.
Reales Fábricas de Artillería (siglo XVIII):
Pueden considerarse como los segundos altos hornos andaluces, tras el próximo de Cartajima. Surgen por el empeño puesto por Eduardo Boyetet, quien propuso al monarca Carlos III la fundición de artillería en la zona en 1761.
Quedan restos de esta empresa a orillas del río Guadiaro, una fábrica que no llegó a funcionar en la finca conocida como La Fábrica de las Bombas. A orillas del Hozgarganta, en La Pasada de Alcalá, se levantan los restos más significativos, como el murallón.
"Casa de la Memoria de La Sauceda", que recuerda los hechos en El Marrufo durante la guerra civil española.

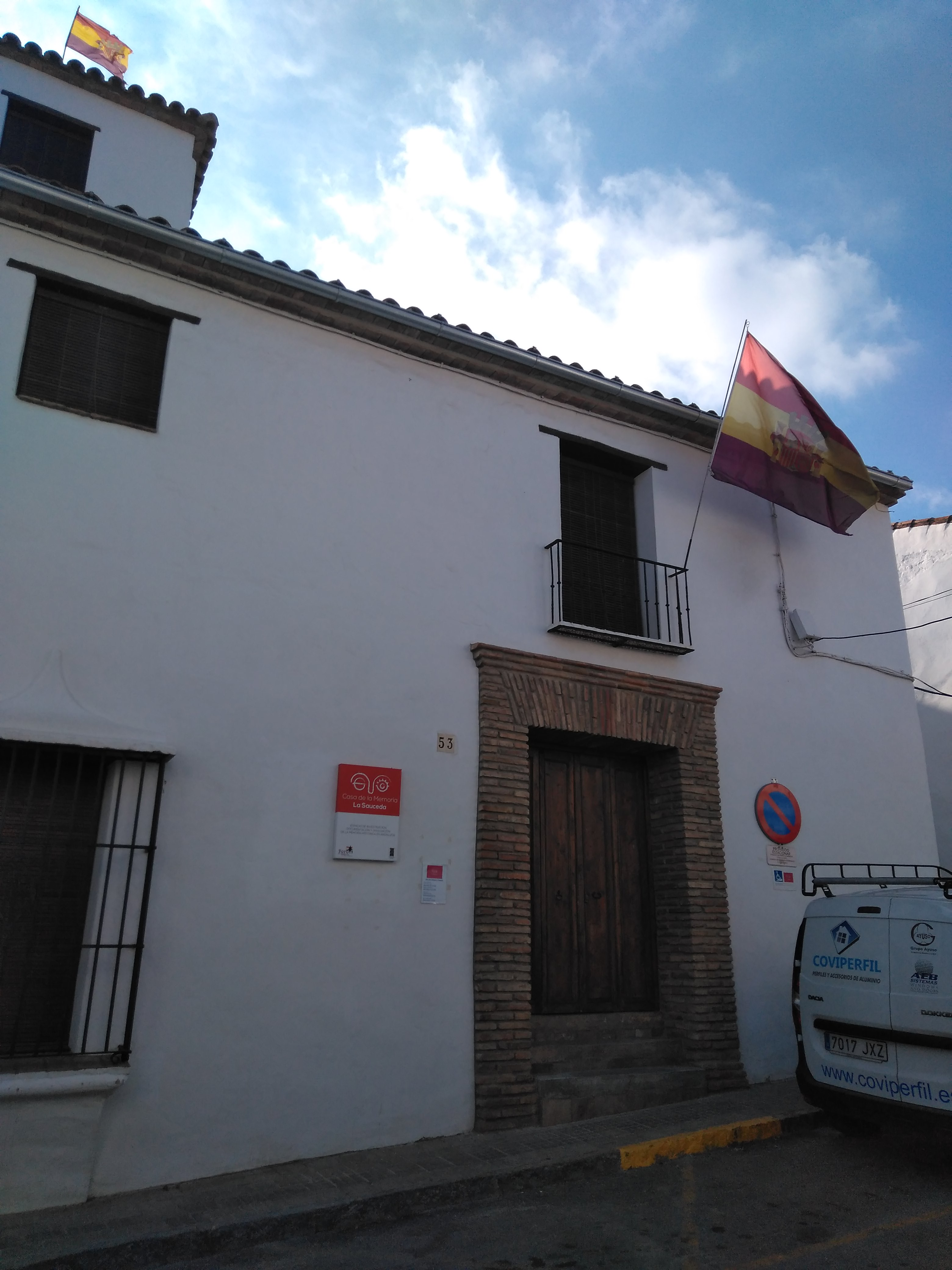
Casa de la Memoria La Sauceda

### Monumentos religiosos

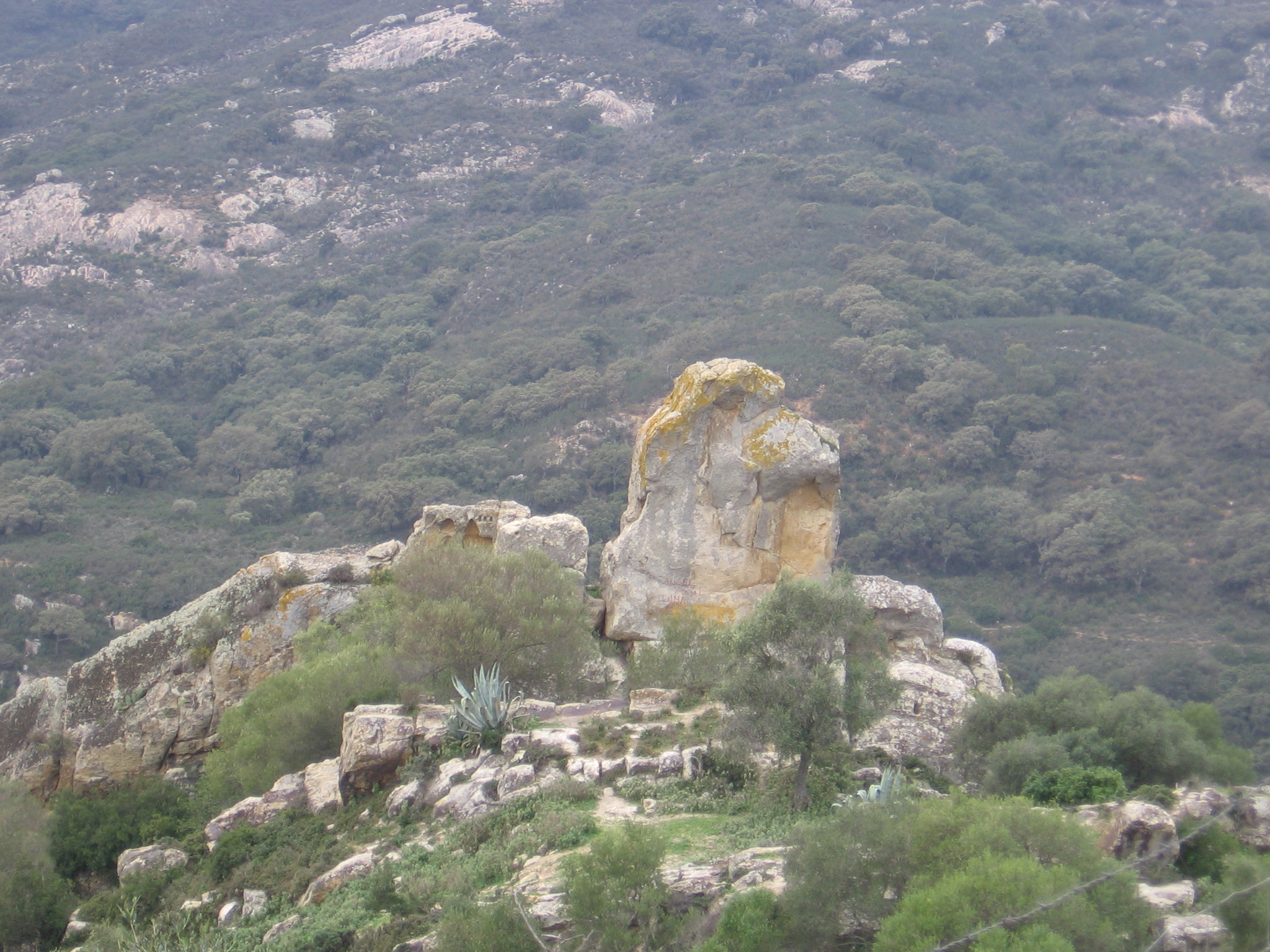
Restos de iglesia

Iglesia de la Misericordia (siglos XV-XVI):
Coronando la ciudad y muy próxima al castillo, extramuros, existen restos de la iglesia gótica de la Misericordia: los muros, la bóveda, con crucería de piedra y plementos de ladrillo, además del arco toral ojival. Esta iglesia de una única nave se renovaría durante el siglo XVI, dados los detalles renacentistas con que cuenta como las semicolumnas del interior con capiteles jónicos, sobre las que descansan arcos de medio punto. Destacan en su arquitectura, su severa portada, con dintel recto y pilastras cajeadas y los arcos apuntados cegados de la parte inferior.

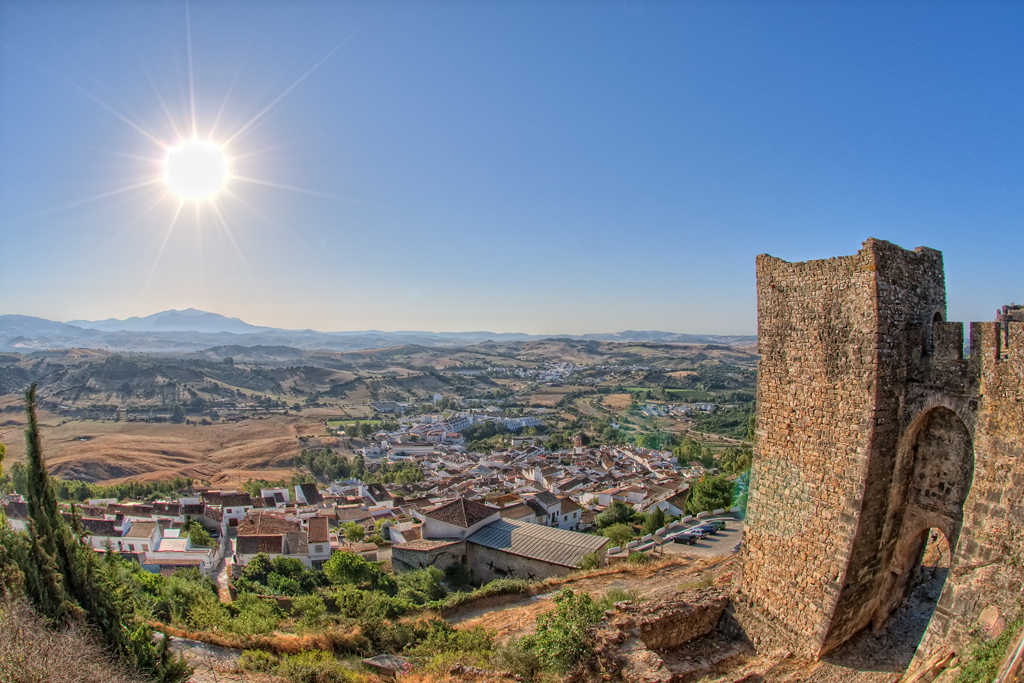
Jimena

Santuario de Nuestra Señora de los Ángeles (siglos XV-XVI):
Se encuentra a unos 2 km del núcleo de Jimena. Construido a finales del siglo XV y reformado durante el XVII, albergó una comunidad de franciscanos y, tras la toma de Gibraltar por los ingleses, sirvió de refugio a las monjas de Santa Clara que huían del peñón.
La iglesia del santuario de nave única cubierta de bóveda de cañón y lunetos que conduce a la capilla mayor cerrada por cúpula sobre trompas y coro alto a los pies.
Campanario de la iglesia de Nuestra Señora Coronada (siglo XVII):
Campanario aislado en la plaza de la Constitución, emerge como único vestigio de la desaparecida iglesia de Nuestra Señora Coronada. La primera referencia que se tiene de La Coronada está en el libro de Fray Jerónimo de la Concepción sobre Cádiz y su provincia, publicado en los Países Bajos y en 1690. Dicha parroquia, ya en el siglo XVIII (correspondencia de 1736 en los archivos diocesanos) amenazaba ruina, y tras su demolición en 1946 quedó el campanario como testigo de su existencia. Es una torre prismática de dos cuerpos, el inferior un recio paralelepípedo con escalera de caracol interior para acceder al cuerpo superior o de campanas, con cuatro vanos, en tradicional ladrillo visto y ochavado.
Iglesia de Nuestra Señora de la Victoria (antiguo convento de Santa Ana) (siglo XVII):
Situada en el barrio Alto, la iglesia es de dos naves y es aneja al antiguo convento de los frailes mínimos o victorios, quienes en torno a 1600 se instalaron en el lugar, haciéndose cargo de una capilla anterior dedicada a Santa Ana y cuya denominación persistió en el tiempo. Se encuentra muy reformada, con airoso campanario, portada muy simple y un hermoso patio. Las dos naves extrañamente articuladas y adosadas a la casa parroquial parecen formar parte de la antigua estructura. La iglesia debe su nombre actual a la patrona de Málaga. El origen de esta advocación se produce en el cerco de Málaga por los Reyes Católicos, que recibieron del emperador Maximiliano de Austria una imagen de la Virgen, a la que pusieron el nombre "de la Victoria".
Ermita del Consuelo:
Antigua capilla, en el núcleo de Jimena. Es un edificio desacralizado con portada de ladrillo visto y arco de medio punto.

## Flora y fauna

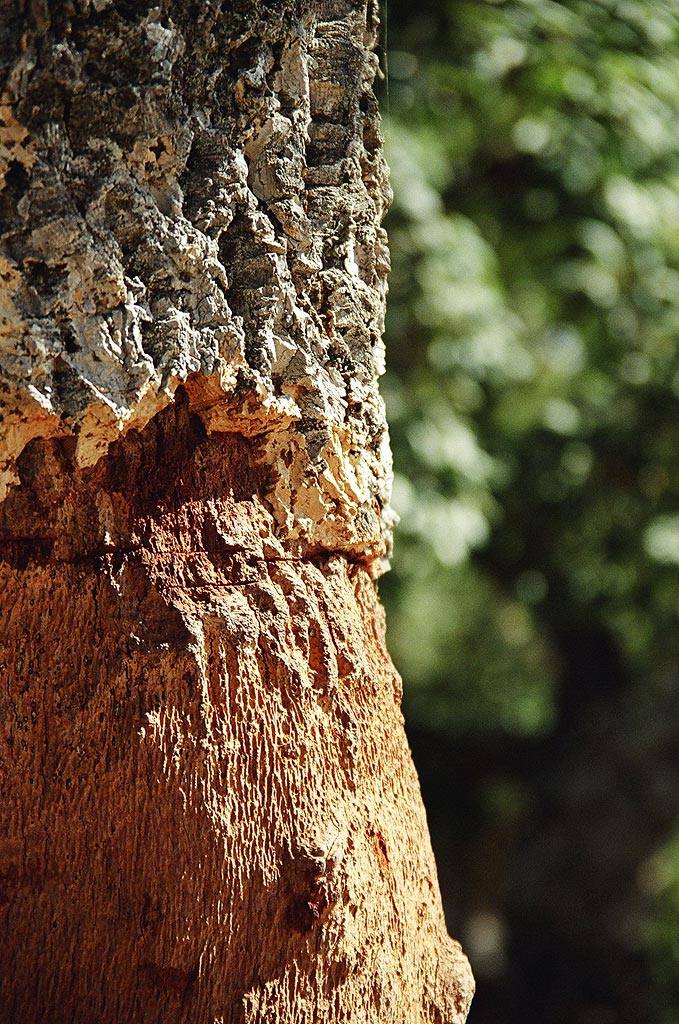
Alcornoque, típico árbol de la zona.

Al estar Jimena inserta en gran parte de su término municipal en el parque natural de los Alcornocales, la flora y fauna es muy amplia. Lo más relevante del paisaje lo constituye la especie que le da nombre al área protegida, que se agrupa en grandes y frondosos alcornocales (Quercus suber) que pueblan las sierras, junto a quejigos (Quercus faginea y Quercus canariensis), acebuches (Olea europaea), madroños (Arbutus unedo), brezos (Erica arborea), adelfas (Nerium oleander) y alisos (Alnus glutinosa). Igualmente, destaca la enorme proliferación de setas en otoño., de hecho existe un Punto de Información micológica en la localidad
La fauna está representada por los buitres leonados (Gyps fulvus), águilas culebreras (Circaetus gallicus), perdiceras (Hieraaetus fasciatus) y calzadas (Hieraaetus pennatus) y halcones peregrinos (Falco peregrinus), además de ciervos (Cervus elaphus), zorros (Vulpes vulpes) y ginetas (Genetta genetta).

## Festividades locales

### Fiestas en Jimena de la Frontera
- Carnaval: Fiesta de gran tradición en Jimena de la Frontera y que se celebra no solo en el núcleo principal sino en la pedanía de San Pablo de Buceite.
- Feria de Mayo: Se celebra a mediados de mayo, recuperando la antigua feria de ganado, donde se organizan concurso-exposición de ganado, muestra de maquinaria, concurso de doma vaquera, entre otros actos.
- Feria de Agosto: Se celebra desde 1842 a mediados de agosto, con desfile de carrozas, velada y numerosos actos culturales y deportivos tanto de día como de noche.

### Fiestas en otras poblaciones del término municipal
- Feria de San Pablo de Buceite: en honor de los santos patrones San Pedro y San Pablo, el 29 de junio.
- Fiestas de la Novena: celebrada a comienzos de septiembre en honor a la Virgen de los Ángeles en la estación de Jimena de la Frontera.
- Talleres por la Paz de San Pablo de Buceite: Desde 2003 se celebra un evento cultural donde se realizan diferentes talleres artísticos, y donde participan alrededor de 200 personas, entre niños, jóvenes y adultos. Una semana dedicada al arte y a la solidaridad. Una semana con la mirada puesta en la colaboración, el entendimiento entre las personas, el trabajo en equipo... Música, canciones, teatro, fotografía, escultura, etc. llenan el pueblo la última semana de julio.

## Gastronomía
Jimena de la Frontera otorga productos de alimentación autóctonos que tienen su reflejo en la gastronomía de la zona. Ejemplos son la carne de cerdo, cabrito o de caza, hortalizas, legumbres y verduras, y una buena repostería, de tradición árabe.
Se elaboran recetas de platos como guiso de pata, compuesto por piezas de cerdo, así como otros guisos de cordero o cabrito. Con carne de caza se hacen estofados de venado y de perdiz y conejo a la cazadora.
En repostería, destacan los roscos de vino, y el postre más típico: el piñonate de Jimena, elaborado con harina, miel y almendras, siguiendo una receta ancestral de clara inspiración andalusí.
Jimena de la Frontera es la sede del Grupo Micológico Chantarella, asociación gastronómica del Campo de Gibraltar especializada en setas. Y tiene la única lonja micológica de España.

## La jincaleta
El baile típico de Jimena es la jincaleta, de origen remoto y de actual recuperación. La jincaleta se baila por mujeres al son de las coplas para voz de hombre acompañado por dos guitarras. Las letras muestran temas diferentes; bien sean temas burlescos o desenfadados, bien didácticos, contando las hazañas de lugares y personajes míticos del pueblo.
Su procedencia es incierta, como la de la mayor parte de los bailes campesinos y a pesar de su identidad propia, tiene un especial influjo de los verdiales malagueños. Los intérpretes de la jincaleta suelen vestirse con el traje típico de la localidad:
- Hombre: atuendo dieciochesco, similar al traje de bandolero, con falda-pantalón a media pierna, catite con pañuelo rojo y botas camperas.
- Mujer: saya con dos volantes ribeteados de madroños, delantal, camisa blanca, pañoleta, pucho, medias ralladas y botillos.

## Personas destacadas

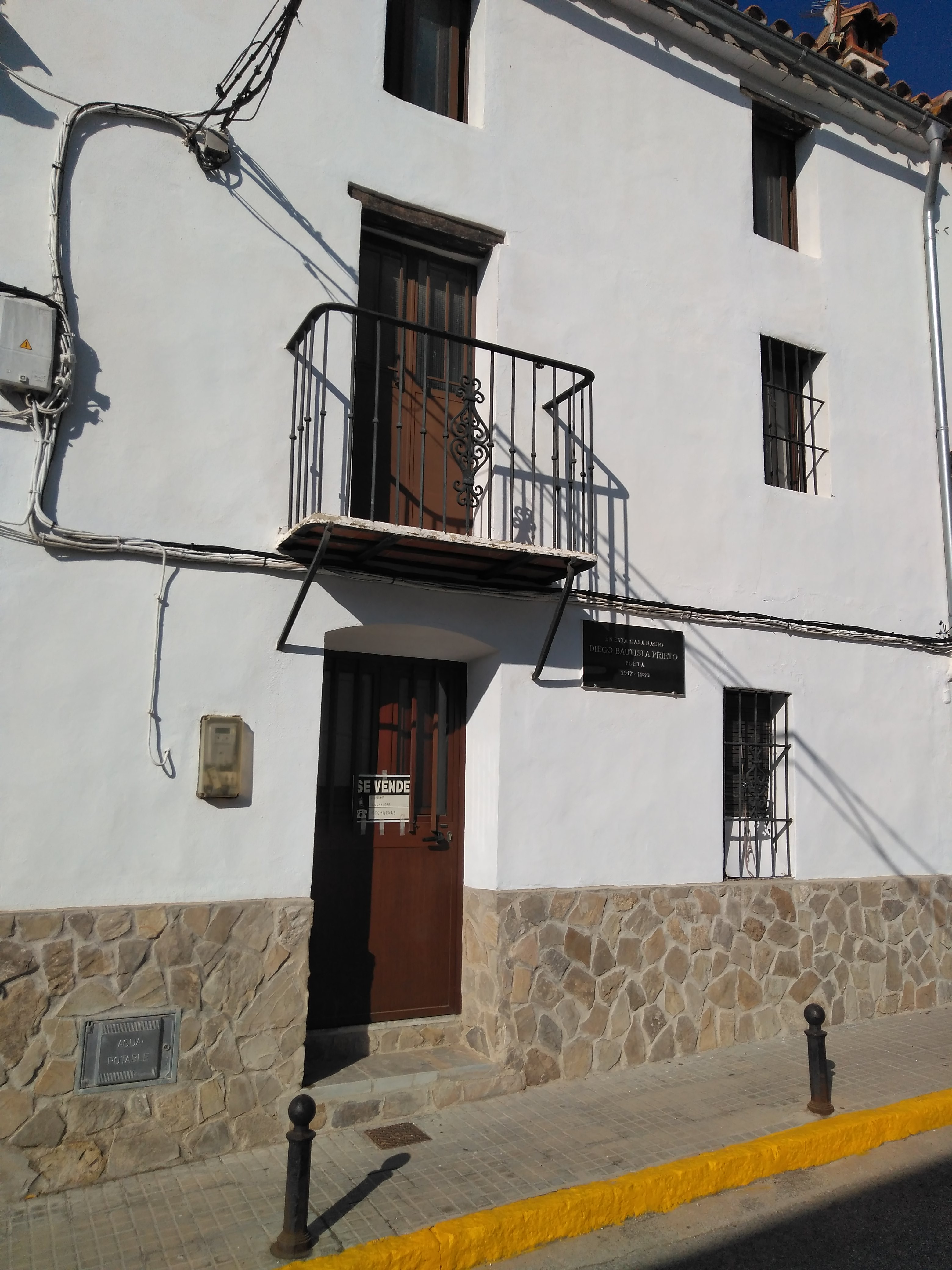
Casa natal de Diego Bautista

- Sebastián Aguado y Portillo, escultor.
- Ángela Reyes, poeta y escritora.
- Diego Bautista Prieto, poeta.
- Sidi Ben Achir. Santón musulmán del siglo XIII con santuario en Salé, Marruecos.

## Centros educativos
El municipio dispone de los siguientes centros educativos:
- C.E.I. El Osito: centro de educación infantil.
- C.E.I. Los Pitufos: centro de educación infantil.
- C.E.PER. Xémina: centro de educación de adultos.
- C.E.I.P. Aljibe: colegio de educación infantil y primaria.
- C.E.I.P. Ntra. Sra. Reina de los Ángeles: colegio de educación infantil y primaria.
- I.E.S. Hozgarganta: instituto de enseñanza secundaria.
- C.E.I. El Chupetín: centro de educación infantil.
- C.E.I.P. Cristo Rey: colegio de educación infantil y primaria.